# 盧甘斯克熱電站
盧甘斯克熱電站（羅馬化：Luhanska TES）是位於乌克兰卢甘斯克附近的夏斯季耶北部的一座热力发电厂，建於1950至1956年間。第一台發電機於1956年9月30日併網，而4部渦輪機和7鍋爐亦隨後投入使用。發電站於1958年竣工。
1979年至2004年間，電站進行了現代化改造，現今由共八個單位組成：四台2億瓦特、三台1.75億瓦特與一台1億瓦特。盧漢斯克電站發電機房共672米長，而三座煙囪則每座250米高。

## 俄乌战争
截至2014年顿巴斯战争前，該工廠為盧甘斯克州提供約98%的電力。
2014年9月3日，烏克蘭艾达尔营的指揮官宣布他們已經對該工廠進行了佈雷；如果頓巴斯親俄武裝推進，烏軍將炸毁工廠。9月17日，工廠部分地方因戰鬥起火並發生爆炸，但埋設的地雷使消防員無法救災。
2022年2月21日，盧甘斯克州州長谢尔盖·盖达伊表示工廠因為親俄武裝的炮擊而已停止運作。